# Kenya aux Jeux paralympiques
La participation du  Kenya aux Jeux paralympiques débute aux Jeux paralympiques d'été de 1972 à Heidelberg.
Le pays boycotte les Jeux paralympiques d'été de 1976 à Toronto, en raison de la participation de l'Afrique du Sud, mais participe à tous les Jeux d'été depuis 1980. Le Kenya n'a jamais participé aux Jeux d'hiver.
Les champions paralympiques kenyans les plus titrés à ce jour sont Henry Wanyoike (aveugle), Henry Kiprono Kirwa (malvoyant) et Abraham Cheruiyot Tarbei (handicapé du bras gauche), ayant tous trois obtenu trois médailles d'or et une de bronze.

## Bilan général

### Total des médailles
Après les Jeux paralympiques de 2020, le Kenya totalise 49 médailles (19 médailles d'or, 16 médailles d'argent et 14 médailles de bronze) en 12 participations aux Jeux paralympiques.

### Résultats par année

#### - Tableau
| Jeux                              |              |              |              | Total        | Rang médailles d'or | Rang total des médailles |
| --------------------------------- | ------------ | ------------ | ------------ | ------------ | ------------------- | ------------------------ |
| 1972 Heidelberg                   | 1            | 0            | 0            | 1            |                     | 25                       |
| 1980 Arnhem                       | 1            | 2            | 0            | 3            |                     | 30                       |
| \| 1984 New York/Stoke Mandeville | 1            | 1            | 1            | 3            |                     | 34                       |
| 1988 Séoul                        | 0            | 4            | 1            | 5            |                     | 41                       |
| 1992 Barcelone                    | 1            | 0            | 1            | 2            |                     | 41                       |
| 1996 Atlanta                      | 1            | 1            | 0            | 2            |                     |                          |
| 2000 Sydney                       | 1            | 1            | 2            | 4            |                     | 46                       |
| 2004 Athènes                      | 3            | 1            | 3            | 7            |                     | 37                       |
| 2008 Pékin                        | 5            | 3            | 1            | 9            |                     | 27                       |
| 2012 Londres                      | 2            | 2            | 2            | 6            |                     | 40                       |
| 2016 Rio de Janeiro               | 3            | 1            | 2            | 6            |                     | 35                       |
| 2020 Tokyo                        | 0            | 0            | 1            | 1            |                     |                          |
| 2024 Paris                        | Jeux à venir | Jeux à venir | Jeux à venir | Jeux à venir | Jeux à venir        | Jeux à venir             |
| Total                             | 19           | 16           | 14           | 49           |                     |                          |

### Résultats par sport

#### Récapitulatif 1972-2020
| Place | Sport | Sport             | 1972-2020 | 1972-2020 | 1972-2020 | 1972-2020 | Rang pays |
| Place | Sport | Sport             | T         |           |           |           | Rang pays |
| 1     |       | Athlétisme        | 18        | 15        | 13        | 46        |           |
| 2     |       | Natation          | 1         | 0         | 0         | 1         |           |
| 3     |       | Bowling sur gazon | 0         | 1         | 0         | 1         |           |
| Total | Total | Total             | 19        | 16        | 13        | 48        |           |

## Classement des médaillés par sport

### Bowling sur gazon
| Rang | Athlète          | Médailles                             | Total |
| ---- | ---------------- | ------------------------------------- | ----- |
| 1    | Patricia Kihungi | Médaille d'argent, Jeux paralympiques | 1     |

### Natation
| Rang | Athlète      | Médailles                         | Total |
| ---- | ------------ | --------------------------------- | ----- |
| 1    | John Britton | Médaille d'or, Jeux paralympiques | 1     |